# Ion Alecsandrescu
Ion Alecsandrescu (n. 17 iulie 1928, Copăceni, România – d. 21 iunie 2000, București, România), poreclit „Sfinxul”, a fost un fotbalist român, care a jucat la CSA Steaua București și în Echipa națională de fotbal a României pe post de atacant. În urma retragerii ca jucător avea să devină conducătorul echipei de fotbal Steaua București, printre trofeele câștigate numărându-se Cupa Campionilor Europeni. A fost declarat Omul secolului pentru Steaua București. Alecsandrescu a jucat fotbal, între 1947 și 1962, la Juventus București, Partizanul, CCA București, CA Câmpulung-Moldovenesc și Olimpia București. Alecsandrescu a câștigat cinci campionate și o cupă a României, toate cu CCA București, și a fost selecționat de cinci ori în reprezentativa României. 
După retragere a fost secretar general al Federației Române de Fotbal timp de 20 de ani, între 1962 și 1982, îndeplinind mai apoi funcții de conducere în cadrul Stelei.

## Cariera

### Ca jucător

#### Juventus București
Ion Alecsandrescu a jucat pentru Juventus București din 1947 până în 1950 apoi a debutat în Divizia A, pe 28 mai 1950, pentru Partizanul București (alt nume al viitorului Petrolul Ploiești, 5-2 , partidă în care tânărul debutant a marcat trei goluri. A rămas titular până la sfârșitul turului, reușind să marcheze 8 goluri în numai 5 partide. În retur a mai jucat un meci pentru Flacăra si apoi, fiind înrolat în armată, a ajuns la echipa de fotbal a militarilor bucureșteni.

#### CCA București
Pentru aceasta a jucat în ultimele patru partide ale returului, însă nu a marcat niciun gol. În 1952 a fost împrumutat pentru un an și jumătate la CA Câmpulung Moldovenesc (tot din prima divizie), în sezonul 1952 și primăvara anului 1953, în toamna aceluiași an revenind la echipa din București. În această perioadă a disputat 32 de meciuri și a marcat 5 goluri.
În 1956 a fost golgheterul campionatului românesc, cu 18 goluri înscrise în numai 22 de meciuri. A câștigat la CCA cinci titluri de Campion al României (1951, 1953, 1956, 1959-1960, 1960-1961) și trei Cupe ale României (1950, 1951 și 1955).
A făcut parte din echipa CCA-ului care a disputat un turneu în anul 1956, în Anglia, evoluând printre altele împotriva lui Arsenal, Sheffield Wednesday, Luton Town și Wolverhampton Wanderers.

#### Olimpia București
În 1962 se transferă la Olimpia București, unde își incheie cariera de fotbalist.

### La națională
A fost chemat doar de 4 ori în prima reprezentativă a României. A debutat la echipa națională într-un meci cu Iugoslavia, disputat la data de 22 aprilie 1956, la Belgrad. România învingea cu scorul de 1-0, cu România fiind alcătuită din 11 jucători ai CCA, singurii jucători de la alte echipe fiind Iosif Szoko de la Dinamo București și Nicolae Georgescu de la Rapid. Tot în acest meci au mai debutat la națională Gheorghe Constantin și Cornel Cacoveanu, ultimul marcând și golul victoriei în minutul 83. Al doilea meci în care a evoluat Alecsandrescu a fost o victorie în fața Greciei, în preliminariile CM 1958. România a învins cu scorul de 3-0, iar vârful Stelei a evoluat tot meciul. În următorul meci al naționalei, Alecsandrescu a fost din nou titular, pierzând meciul cu Iugoslavia, scor 0-2. Al patrulea meci a fost cu Turcia, meci pierdut de România cu 2-0 la Istanbul, iar acest meci avea să fie și ultimul. În unele statistici figurează cu cinci meciuri jucate pentru echipa națională.

### Cariera administrativă
După retragere a fost secretar general al Federației Române de Fotbal timp de 20 de ani, între 1962 și 1982.
A activat în stafful clubului Steaua București din 1982, și a fost președinte în perioada de aur a echipei, între 1985 și 1989. 
Porecla lui era Sfinxul și a fost declarat recent drept Omul secolului al Stelei Bucuresti.